# Ropienka (gmina)
Ropienka – dawna gmina wiejska istniejąca w latach 1934–39, 1941–44, 1945–54 i 1973–77 w woj. lwowskim, rzeszowskim i krośnieńskim oraz dystrykcie krakowskim (dzisiejsze woj. podkarpackie). Siedzibą władz gminy była Ropienka.

## Historia

### 1934–1939
Gminę zbiorową Ropienka utworzono 1 sierpnia 1934 roku w województwie lwowskim, w powiecie leskim, z dotychczasowych 9 jednostkowych gmin wiejskich: Brelików, Leszczowate, Paszowa, Romanowa Wola, Ropienka, Serednica, Stańkowa, Wańkowa i Zawadka. Gminy te przekształcono 17 września 1934 w osiem gromad (sołectw) gminy Ropienka.
Pod koniec 1937 tytuł honorowego obywatelstwa gminy Ropienka otrzymał Roman Gąsiorowski „za prace i zasługi, położone dla dobra gminy”.
Po wybuchu II wojny światowej i agresji ZSRR na Polskę granica niemiecko-sowiecka przedzieliła gminę wzdłuż Sanu. Gmina Ropienka została w całości włączona do ZSRR, gdzie ją zniesiono, a jej obszar włączono 10 stycznia 1940 do nowo utworzonego rejonu leskiego w obwodzie drohobyckim, gdzie pozostał do 27 czerwca 1941.

### 1941–1944
Rejon leski przestał istnieć wraz z wybuchem wojny niemiecko-radzieckiej 22 czerwca 1941. Na mocy dekretu Adolfa Hitlera z 1 sierpnia 1941 obszar dawnej gminy Ropienka wszedł w skład Generalnego Gubernatorstwa i utworzonego tam nowego dystryktu Galicja, gdzie odtworzono gminę Ropienka w jej oryginalnych granicach. 15 listopada 1941 gminę Ropienka włączono do powiatu sanockiego w dystrykcie krakowskim. 
Pod okupacją niemiecką 1941-1944 w Landkreis Sanok w Dystrykcie krakowskim (Generalne Gubernatorstwo) bez zmian terytorialnych; jedynie zmienił się skład wewnętrzny kiedyz gromady Leszczowate okupant wyodrębnił nową gromadę Maćkowa Wola. Liczba mieszkańców gminy w 1943 roku wynosiła 7974: 677 w Brelikowie, 761 w Leszczowatem, 330 w Maćkowej Woli, 1132 w Paszowej, 320 w Romanowej Woli, 961 w Ropience, 1036 w Serednicy, 1013 w Stańkowej, 887 w Wańkowej i 857 w Zawadce.
W sierpniu 1944 obszar gminy ponownie zajęły wojska radzieckie, po czym gminę Ropienka zniesiono, a jej cały obszar włączono do reaktywowanego rejonu leskigo w obwodzie drohobyckim w ZSRR.

### 1945–1954
Po wytyczeniu granicy państwowej w marcu 1945, gminę Ropienka reaktywowano w Polsce. Powróciła do powiatu leskiego, wchodząc w skład utworzonego 18 sierpnia 1945 woj. rzeszowskiego. Do gminy przyłączono także gromadę Dźwiniacz Dolny z radzieckiego rejonu ustrzyckiego (należącą przed wojną oraz pod okupacją niemiecką do gminy Ustrzyki Dolne), w wyniku włączeniu prawie całego obszaru rejonu ustrzyckiego do ZSRR. Powojenny skład gminy Ropienka objął 10 gromad: Brelików, Dźwiniacz Dolny, Leszczowate, Paszowa, Ropienka, Serednica, Stańkowa, Wańkowa, Wola Romanowa i Zawadka.
15 maja 1948 do gminy Ropienka włączono z ZSRR chutor Wola (Maćkowa), który w latach 1944-48 należał do rady wiejskiej Łodyna (Лодинянська сільська рада) w rejonie ustrzyckim w obwodzie drohobyckim, w ramach korekty granic Polski z ZSRR. Chutor Wola zintegrowano początkowo z gromadą Leszczowate, choć później Wolę Maćkową podniesiono do statusu jedenastej gromady gmin Ropienka.
1 stycznia 1952 gminę Ropienka włączono do nowego powiatu ustrzyckiego, utworzono w ramach umowy o zmianie granic z 15 lutego 1951.
Gmina została zniesiona 29 września 1954 roku wraz z reformą wprowadzającą gromady w miejsce gmin:

### 1973–1977
Gminę Ropienka reaktywowano 1 stycznia 1973 w woj. rzeszowskim (powiat bieszczadzki), objemując:
- 13 sołectw: Brelików, Jureczkowa, Leszczowate, Nowosielce Kozickie, Paszowa, Ropienka, Stańkowa, Trzcianiec, Wańkowa, Wojtkowa, Wojtkówka, Wola Maćkowa i Zawadka,
- 8 obrębów geodezyjnych: Arłamów, Grąziowa, Jamna Dolna, Jamna Górna, Kwaszenina, Serednica, Trójca i Wola Romanowa.

1 czerwca 1975 gmina znalazła się w nowo utworzonym woj. krośnieńskim.
1 lutego 1977 gmina została zniesiona, a jej obszar przyłączony do gmin:
- Olszanica (obszary sołectw Arłamów, Brelików, Grąziowa, Jamna Dolna, Jamna Górna, Jureczkowa, Kwaszenina, Leszczowate, Nowosielce Kozickie, Paszowa, Ropienka, Serednica, Stańkowa, Trójca, Trzcianiec, Wańkowa, Wojtkowa, Wojtkówka i Zawadka),
- Ustrzyki Dolne (obszary sołectw Wola Maćkowa i Wola Romanowa).

1 kwietnia 1977, dwa miesiące po zniesieniu gminy Ropienka, sołectwa włączone do Ustrzyki Dolne (Wola Maćkowa i Wola Romanowa)  włączono do gminy Olszanica, natomiast 11 z 19 sołectw włączonych do gminy Olszanica (Arłamów, Grąziowa, Jamna Dolna, Jamna Górna, Jureczkowa, Kwaszenina, Nowosielce Kozickie, Trójca, Trzcianiec, Wojtkowa i Wojtkówka) włączono do gminy Ustrzyki Dolne. 1 stycznia 2002 do gminy Ustrzyki Dolne włączono kolejne 6 z 19 dawnych sołectw ropieneckich włączonych w 1977 roku do gminy Olszanica (Brelików, Leszczowate, Ropienka, Serednica, Stańkowa i Zawadka), a także sołectwa Wola Maćkowa i Wola Romanowa, które w 1977 roku dwa razy zmieniły przynależność gminną. Tym samym w granicach gminy Olszanica pozostały już tylko dwa sołectwa dawnej gminy Ropienka (Paszowa i Wańkowa), a wszystkie inne weszły ostatecznie w skład gminy Ustrzyki Dolne.

### Przynależność administracyjna miejscowości gminy Ropienka w różnych latach
| Gromada / sołectwo  | 1934–39     | 1940–41     | 1941–44     | 1944–45     | 1945–48     | 1948–52   | 1952–54  | 1954–59      | 1960–72  | 1973–77     | 1977 (II–III) | 1977–2001   | 2002–       |
| ------------------- | ----------- | ----------- | ----------- | ----------- | ----------- | --------- | -------- | ------------ | -------- | ----------- | ------------- | ----------- | ----------- |
| Arłamów             | Dobromil    | dobromilski | Dobromil    | dobromilski | Rybotycze   | Rybotycze | Wojtkowa | Wojtkowa     | Wojtkowa | Ropienka    | Olszanica     | Ustrzyki D. | Ustrzyki D. |
| Brelików            | Ropienka    | leski       | Ropienka    | leski       | Ropienka    | Ropienka  | Ropienka | Wańkowa      | Wańkowa  | Ropienka    | Olszanica     | Olszanica   | Ustrzyki D. |
| Dźwiniacz Dolny     | Ustrzyki D. | ustrzycki   | Ustrzyki D. | ustrzycki   | Ropienka    | Ropienka  | Ropienka | Brzegi Dolne | Jasień   | Ustrzyki D. | Ustrzyki D.   | Ustrzyki D. | Ustrzyki D. |
| Grąziowa            | Wojtkowa    | dobromilski | Wojtkowa    | dobromilski | Wojtkowa    | Wojtkowa  | Wojtkowa | Wojtkowa     | Wojtkowa | Ropienka    | Olszanica     | Ustrzyki D. | Ustrzyki D. |
| Jamna Dolna         | Rybotycze   | dobromilski | Rybotycze   | dobromilski | Rybotycze   | Rybotycze | Wojtkowa | Wojtkowa     | Wojtkowa | Ropienka    | Olszanica     | Ustrzyki D. | Ustrzyki D. |
| Jamna Górna         | Rybotycze   | dobromilski | Rybotycze   | dobromilski | Rybotycze   | Rybotycze | Wojtkowa | Wojtkowa     | Wojtkowa | Ropienka    | Olszanica     | Ustrzyki D. | Ustrzyki D. |
| Jureczkowa          | Wojtkowa    | dobromilski | Wojtkowa    | dobromilski | Wojtkowa    | Wojtkowa  | Wojtkowa | Krościenko   | Wojtkowa | Ropienka    | Olszanica     | Ustrzyki D. | Ustrzyki D. |
| Leszczowate         | Ropienka    | leski       | Ropienka    | leski       | Ropienka    | Ropienka  | Ropienka | Wańkowa      | Wańkowa  | Ropienka    | Olszanica     | Olszanica   | Ustrzyki D. |
| Kwaszenina          | Dobromil    | dobromilski | Dobromil    | dobromilski | dobromilski | Wojtkowa  | Wojtkowa | Wojtkowa     | Wojtkowa | Ropienka    | Olszanica     | Ustrzyki D. | Ustrzyki D. |
| Nowosielce Kozickie | Wojtkowa    | dobromilski | Wojtkowa    | dobromilski | Wojtkowa    | Wojtkowa  | Wojtkowa | Wojtkowa     | Wojtkowa | Ropienka    | Olszanica     | Ustrzyki D. | Ustrzyki D. |
| Paszowa             | Ropienka    | leski       | Ropienka    | leski       | Ropienka    | Ropienka  | Ropienka | Wańkowa      | Wańkowa  | Ropienka    | Olszanica     | Olszanica   | Olszanica   |
| Ropienka            | Ropienka    | leski       | Ropienka    | leski       | Ropienka    | Ropienka  | Ropienka | Ropienka     | Ropienka | Ropienka    | Olszanica     | Olszanica   | Ustrzyki D. |
| Serednica           | Ropienka    | leski       | Ropienka    | leski       | Ropienka    | Ropienka  | Ropienka | Wańkowa      | Wańkowa  | Ropienka    | Olszanica     | Olszanica   | Ustrzyki D. |
| Stańkowa            | Ropienka    | leski       | Ropienka    | leski       | Ropienka    | Ropienka  | Ropienka | Ropienka     | Ropienka | Ropienka    | Olszanica     | Olszanica   | Ustrzyki D. |
| Trójca              | Rybotycze   | dobromilski | Rybotycze   | dobromilski | Rybotycze   | Rybotycze | Wojtkowa | Wojtkowa     | Wojtkowa | Ropienka    | Olszanica     | Ustrzyki D. | Ustrzyki D. |
| Trzcianiec          | Wojtkowa    | dobromilski | Wojtkowa    | dobromilski | Wojtkowa    | Wojtkowa  | Wojtkowa | Wojtkowa     | Wojtkowa | Ropienka    | Olszanica     | Ustrzyki D. | Ustrzyki D. |
| Wańkowa             | Ropienka    | leski       | Ropienka    | leski       | Ropienka    | Ropienka  | Ropienka | Wańkowa      | Wańkowa  | Ropienka    | Olszanica     | Olszanica   | Olszanica   |
| Wojtkowa            | Wojtkowa    | dobromilski | Wojtkowa    | dobromilski | Wojtkowa    | Wojtkowa  | Wojtkowa | Wojtkowa     | Wojtkowa | Ropienka    | Olszanica     | Ustrzyki D. | Ustrzyki D. |
| Wojtkówka           | Wojtkowa    | dobromilski | Wojtkowa    | dobromilski | Wojtkowa    | Wojtkowa  | Wojtkowa | Wojtkowa     | Wojtkowa | Ropienka    | Olszanica     | Ustrzyki D. | Ustrzyki D. |
| Wola Maćkowa        | Ropienka    | leski       | Ropienka    | leski       | Ropienka    | Ropienka  | Ropienka | Brzegi Dolne | Jasień   | Ropienka    | Ustrzyki D.   | Olszanica   | Ustrzyki D. |
| Wola Romanowa       | Ropienka    | leski       | Ropienka    | leski       | Ropienka    | Ropienka  | Ropienka | Brzegi Dolne | Jasień   | Ropienka    | Ustrzyki D.   | Olszanica   | Ustrzyki D. |
| Zawadka             | Ropienka    | leski       | Ropienka    | leski       | Ropienka    | Ropienka  | Ropienka | Ropienka     | Ropienka | Ropienka    | Olszanica     | Olszanica   | Ustrzyki D. |